# Patchanka
Patchanka es el primer álbum de estudio de la banda francesa Mano Negra. Lanzado en 1988 con la discográfica Boucherie, fue reeditado ese mismo año bajo el sello de Virgin France, S.A. La edición francesa de la revista Rolling Stone nombró a este álbum el puesto 32.º (de 100) de los mejores álbumes de rock francés.

## Grabación y lanzamiento
El álbum contiene grandes canciones como "Mala Vida" (con un gran sentido del flamenco), "Darling Darling", "Lonesome Bop", la versión de "Rock Island Line" y la festiva "Indios de Barcelona".
Este álbum fue muy bien aceptado, es el álbum menos híbrido musicalmente, con canciones en inglés en su mayoría, con un sentimiento folk utilizado mucho por las bandas francesas de esos días.
Con este álbum participaron en diversos festivales europeos, y giraron por países como España, Alemania, Países Bajos, Austria, Dinamarca e incluso países sudamericanos como Perú y Ecuador, ya para ese entonces con el grado de banda multinacional se les clasificó como Ethno Punks.
Gogol Bordello, grupo amigo de Manu Chao, ha versionado la canción "Mala Vida" por cuenta propia y con Chao a partir de 2006.

## Lista de canciones
Todas las canciones escritas y compuestas por Manu Chao, excepto donde se indica. 
| N.º   | Título                                           | Duración |  |
| 1.    | «Mano negra»                                     | 1:44     |  |
| 2.    | «Ronde de Nuit»                                  | 2:57     |  |
| 3.    | «Baby You're Mine»                               | 2:56     |  |
| 4.    | «Indios de Barcelona»                            | 2:40     |  |
| 5.    | «Rock Island Line» (Tradicional. Arr: Manu Chao) | 3:09     |  |
| 6.    | «Noche de Acción»                                | 2:47     |  |
| 7.    | «Darling Darling» (Daniel Jamet)                 | 1:49     |  |
| 8.    | «Killin' Rats»                                   | 2:26     |  |
| 9.    | «Mala Vida»                                      | 2:55     |  |
| 10.   | «Takin' it Up»                                   | 3:41     |  |
| 11.   | «La ventura»                                     | 2:58     |  |
| 12.   | «Lonesome Bop»                                   | 2:30     |  |
| 13.   | «Bragg Jack» (Manu Chao/Mamak Vachter)           | 2:33     |  |
| 14.   | «Salga la luna»                                  | 3:33     |  |
| 38:33 |                                                  |          |  |

## Créditos
- Oscar Tramor (Manu Chao) - Voz principal y guitarra
- Tonio Del Borño (Antoine Chao) - Trompeta y voz
- Santiago "El Águila" Casariego - Batería y voz
- Garbancito (Philippe Teboul) - Percusión y voz
- Roger Cageot (Daniel Jamet) - Guitarra y voz
- Jo (Olivier Dahan) - Bajo y voz
- Helmut Krumar (Thomas Darnal) - teclados y voz
- 1.er Krøpöl (Pierre Gauthé) - Trombón y voz

## Músicos invitados
- Mme Oscar (Anouk) - Voz
- Napo "Chihuahua" Romero - Voz
- Alain "L'Enclume de Choisy" Wampas - Contrabajo y voz
- Zofia - Voz